# Jónas Árnason
Jónas Árnason (* 28. Mai 1923 in Vopnafjörður; † 5. April 1998) war ein isländischer Politiker und Schriftsteller. Er war von 1949 bis 1953 für die Vereinigte Volkspartei – Sozialistische Partei und von 1967 bis 1979 für die Volksallianz Abgeordneter des Althing.

## Leben
Árnason war der Sohn eines Journalisten. Er besuchte das Gymnasium Menntaskólinn í Reykjavík und studierte dann von 1942 bis 1944 Literatur und Journalismus an der Universität Island, der American University und der University of Minnesota. Danach arbeitete er als Journalist, Hochseefischer und ab 1954 als Lehrer.
In seinem literarischen Werk, das aus Erzählungen und Schauspielen besteht, beschäftigt er sich unter anderem mit dem Leben der isländischen Hochseefischer.

## Werke
- Fólk (1954)
- Sjór og menn (1956)
- Veturnóttakyrrur (1957)
- Delerium búbónis (1961, zusammen mit seinem Bruder Jón Múli Árnason)
- Þið munið hann Jörund (1970)
- Táp og fjör (1973)